# Arulidae
Die Arulidae sind eine Familie der Achtstrahligen Korallen (Octocorallia), die in den flachen Korallenriffen des tropischen Indopazifiks vorkommt.

## Merkmale
Wie fast alle Oktokorallen bilden die Arten der Familie Arulidae Kolonien, die aus vielen Einzelpolypen mit jeweils acht Tentakeln bestehen. Die Kolonien besitzen keine Skelettachse, sondern die Polypen sind nur basal durch dünne röhrenförmige oder bandartige Ausläufer (Stolonen) miteinander verbunden. Die monomorphen Polypen können sich zylindrische bis keulig geformte Kelche zurückziehen. Ihre Tentakel sind rund um die Mundscheibe miteinander zu einer runden, breiten Oralmembran verwachsen, was als diagnostisches Merkmal der Familie gilt. Ein weiteres charakteristisches Merkmal sind die Sklerite in den Stolonen, die teilweise die Form kleiner Tischchen haben. Andere haben die Form von Stäbchen oder sind sechsstrahlig. Auch die Sklerite in den Polypen sind stäbchenförmig. Die Arten der Arulidae leben in einer Endosymbiose mit Zooxanthellen und beziehen dadurch Zucker, Stärke und anderen organische Produkte.

## Gattungen

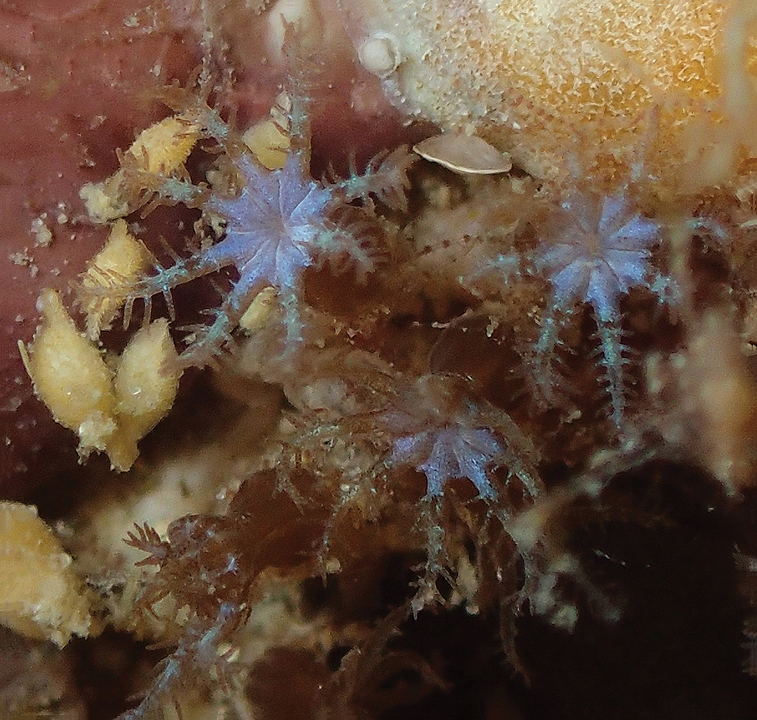
Laeta waheedae

Zur Familie Arulidae gehören vier Gattungen:
- Arula McFadden & van Ofwegen, 2012
- Bunga Lau & Reimer, 2019
- Hanah Lau, Stokvis, van Ofwegen & Reimer, 2020
- Laeta Lau & Reimer, 2019